# Mesorregión del Oeste Catarinense
La mesorregión del Oeste Catarinense era una de las seis mesorregiones del estado brasileño de Santa Catarina. Estaba formada por la unión de 117 municipios agrupados en cinco microrregiones y era, como el nombre indica, la más occidental de las mesorregiones catarinenses. 
En 2017, el IBGE disolvió las mesorregiones y microrregiones, creando un nuevo marco regional brasileño con nuevas divisiones geográficas denominadas, respectivamente, regiones geográficas intermedias e inmediatas. 

## Antiguas microrregiones
- Chapecó (Oeste)
- Concórdia (Oeste)
- Joaçaba (Medio-Oeste)
- São Miguel do Oeste (Extremo-Oeste)
- Xanxerê (Oeste)

- Datos: Q587739